# 木村庄之助 (7代)
7代 木村 庄之助（しちだい きむら しょうのすけ、? - 文政11年10月24日（1828年11月30日））は、大相撲の立行司。本名、出身地ともに不明。

## 人物
谷風、小野川の寛政期の土俵を裁いた名行司とされる。初名は木村七次郎、宝暦7年（1757年）10月に初めて番付に載った。のち3代木村庄太郎を継いだ。明和8年（1771年）に7代目を襲名した。若いながらも気骨に富み、珍しい左利きで軍配を持った。寛政3年（1791年）と6年（1794年）の上覧相撲の栄誉に輝き、同11年（1799年）限りで現役を引退した。澄左の隠居号で長命を保ったという。